# اسم داخلي

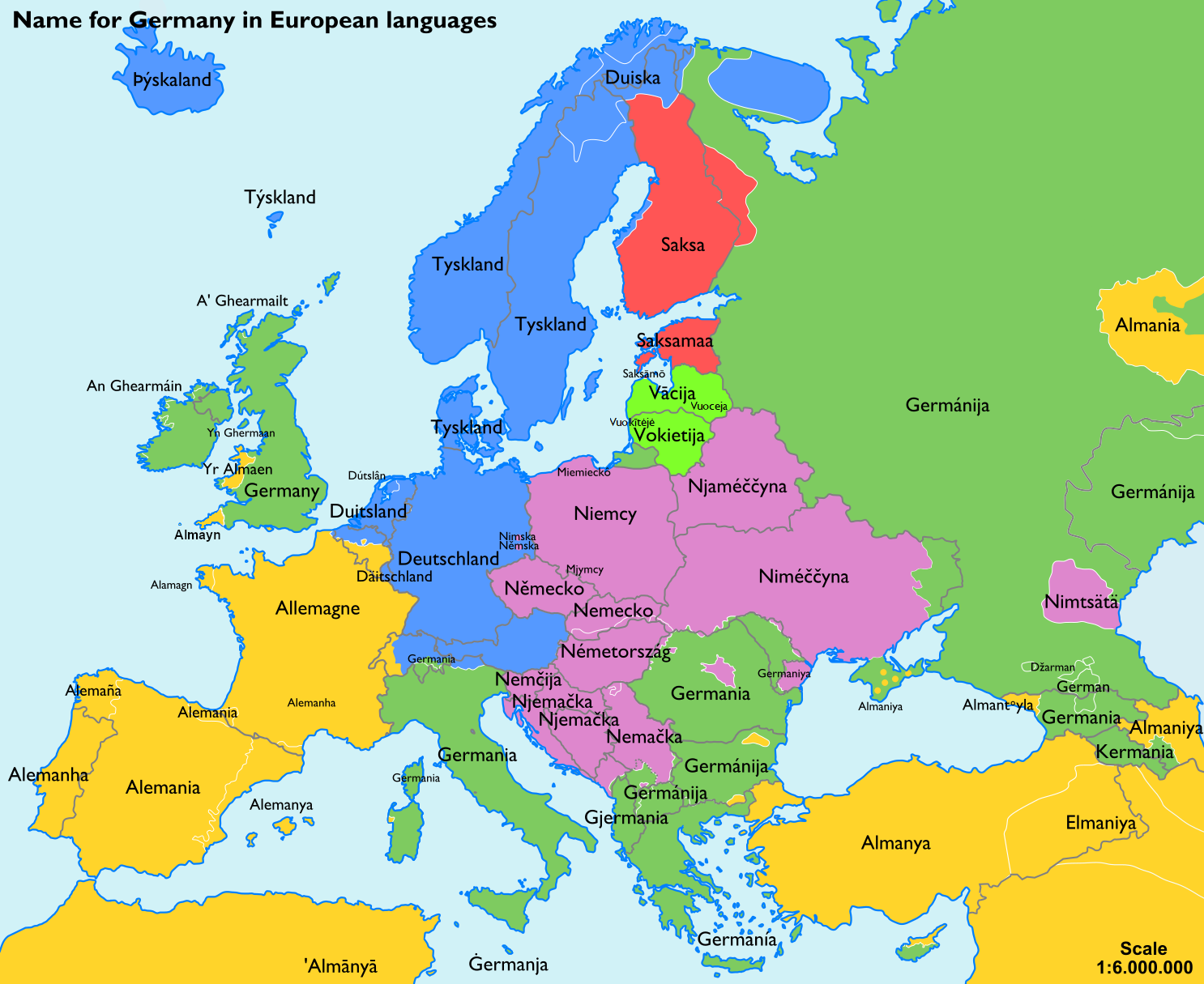
اسم ألمانيا في مختلف اللغات الأوروبية

الاسم الداخلي (الإندونيم، من إندو- «داخلي» و-نيم «اسم» بالإغريقية) اصطلاح يطلق على كل اسم غير أجنبي، سواء كان اسم لغة أو اسما قوميا أو اسما مكانيا.

## أمثلة
- الإنويت هو الاسم الداخلي لشعب الإسكيمو، وهذا الأخير اسم خارجي لهم.